# Francis Reddy
Pour les articles homonymes, voir Reddy.
Francis Reddy est un acteur et un animateur québécois né le 15 avril 1958 à Ville Saint-Laurent, île de Montréal, (Canada). Il s'est fait connaître notamment par son rôle de Pete, dans les années 1990, dans le téléroman, Chambres en ville, diffusée à TVA et par son animation de l'émission estivale Des kiwis et des hommes diffusée sur les ondes de Radio-Canada. Il anime aussi l'émission Tous pour un diffusée à Radio-Canada.

## Biographie
Un an après sa sortie de l'école de théâtre en 1981, il obtient un rôle dans la pièce Provincetown Playhouse, juillet 1977, j'avais 19 ans.
C'est dans le téléroman, À plein temps (diffusé à Radio-Québec entre 1984 et 1988), quelques années plus tard, qu’il est découvert par le public. 
De 1989 à 1996, il interprète Pete dans le populaire téléroman Chambres en ville aux côtés de la comédienne Anne Dorval. En 2002, il joue le rôle-titre de François dans le téléroman Les Poupées russes diffusée à TVA. Entre 1991 et 2004, il co-animera le Téléthon Opération Enfant-Soleil. Il anime, en 2002, l’émission Vins et fromages, jusqu'en 2004 où ensuite il tient la barre de l'émission Les fous du vin au Réseau TVA. 
Depuis l'été 2007, il coanime également, avec Boucar Diouf, l'émission télévisée estivale Des kiwis et des hommes diffusée à Radio-Canada. Il y a eu deux autres coanimateurs avant Boucar qui sont : Vincent Graton en 2005 et Jean-Nicolas Verreault en 2006. Boucar était un chroniqueur en 2005. On le voit également sur les ondes du Canal Évasion, où il a animé l'émission Cap sur la Sicile. Il anime maintenant d'autres émissions de voyages.
Francis a deux sœurs, Manon Reddy, violoncelliste et directrice musicale de l'OCJL, l'orchestre à corde des jeunes de Laval[réf. nécessaire] et Annie Reddy, autrefois directrice scolaire dans la commission scolaire Rivière du Nord et maintenant directrice du centre de pédiatrie sociale en communauté d'Argenteuil. Son frère, Frédéric, est, pour sa part, un compositeur de musique[réf. nécessaire].

## Filmographie

### Cinéma
- 1984 : Mario : Simon
- 1985 : Le Matou : Ange-Albert
- 1985 : Hold-Up : L'amoureux
- 1988 : Les Tisserands du pouvoir II: La Révolte
- 1989 : Vent de galerne : Jean
- 1992 : Ma sœur, mon amour : Bertrand
- 1994 : Octobre : Annonceur radio (voix)
- 1996 : L'Homme idéal : Célibataire Buanderie
- 1999 : Quand je serai parti... vous vivrez encore : François-Xavier Bouchard

### Télévision

#### Acteur
- 1984 : À plein temps
- 1988 : Les Tisserands du pouvoir : Rick Laverdière
- 1989 : Chambres en ville : Pete
- 1995 : Belle Époque : Gaspard
- 1996 : Jamais deux sans toi : Jerry
- 1997: Un gars, une fille: Professeur de danse
- 1998 : Caserne 24 : Stéphane Beauchamps
- 1999 : Juliette Pomerleau : Le plombier
- 2001 : La vie, la vie : Francis Reddy
- 2002 : Les Poupées russes : François Lauzière
- 2002 : Les Super Mamies : Marc-Antoine

#### Animateur
- 1992 : Cafouillis (jeu télévisé)
- 1996 : Reddy Reddy Go! (talk-show)
- 2005 : Des kiwis et des hommes (variété)
- 2007 : Tous pour un (jeu télévisé)

## Radio
- 2019 : Les saisons de Francis

### Récompenses
- 1996 : Prix MetroStar, « Premier rôle masculin - téléroman ou mini-série québécoise », pour son rôle de Pete dans Chambres en ville.

### Nominations
- 1993 : Gala MetroStar, nomination dans la catégorie « Comédien - Téléroman ou mini-série québécoise »
- 1994 : Gala MetroStar, nomination dans la catégorie « Premier rôle masculin - Téléroman ou mini-série québécoise »
- 1995 : Gala MetroStar, nomination dans la catégorie « Premier rôle masculin - Téléroman ou mini-série québécoise »
- 1995 : Gala MetroStar, nomination dans la catégorie « Rôle masculin - Téléroman québécois » et « Animateur/Animatrice - Émission de variétés / magazine culturel et talk show »
- 1999 : Gala MetroStar, nomination dans la catégorie « Rôle masculin - Téléroman ou mini-série québécoise »

L'amour que Francis Reddy voue à la vie se manifeste également par sa présence comme porte-parole dans plusieurs domaines qui lui tiennent à cœur. Il était porte-parole du « Défi 5-30 ». Il a également été porte-parole du Défi J'arrête, j'y gagne (pour aider les gens à arrêter de fumer) et du Mois de la nutrition, un domaine qui lui tient particulièrement à cœur.